# Wagon de type UIC-I

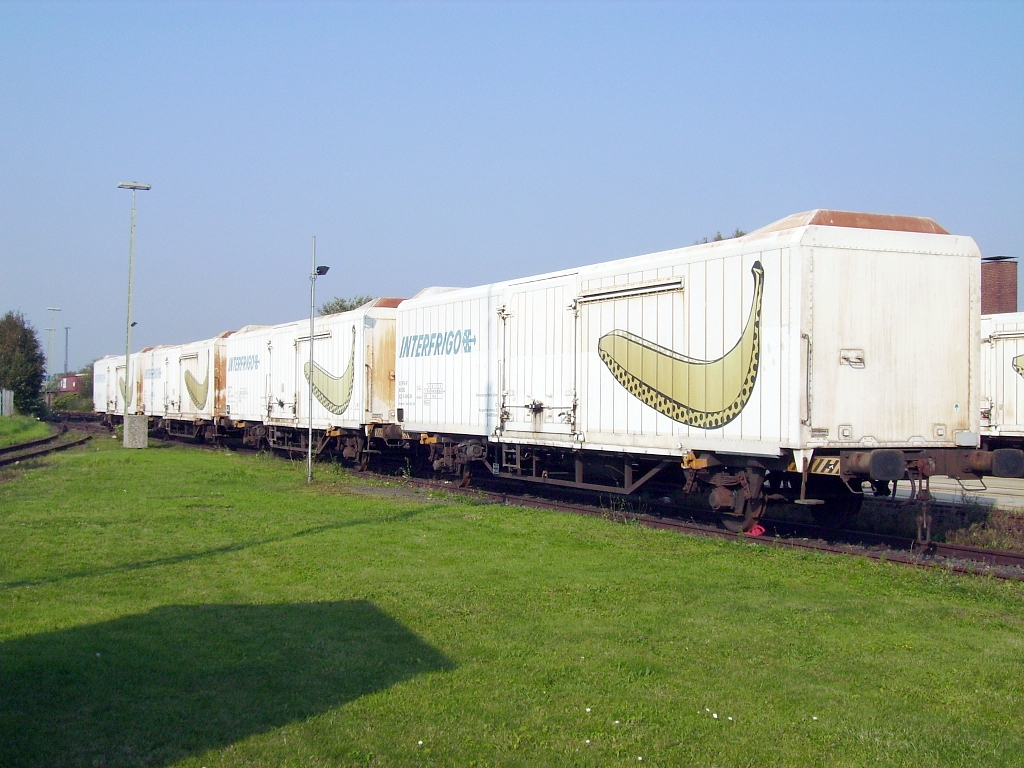
Wagon frigorifique INTERFRIGO affecté au transport de bananes.

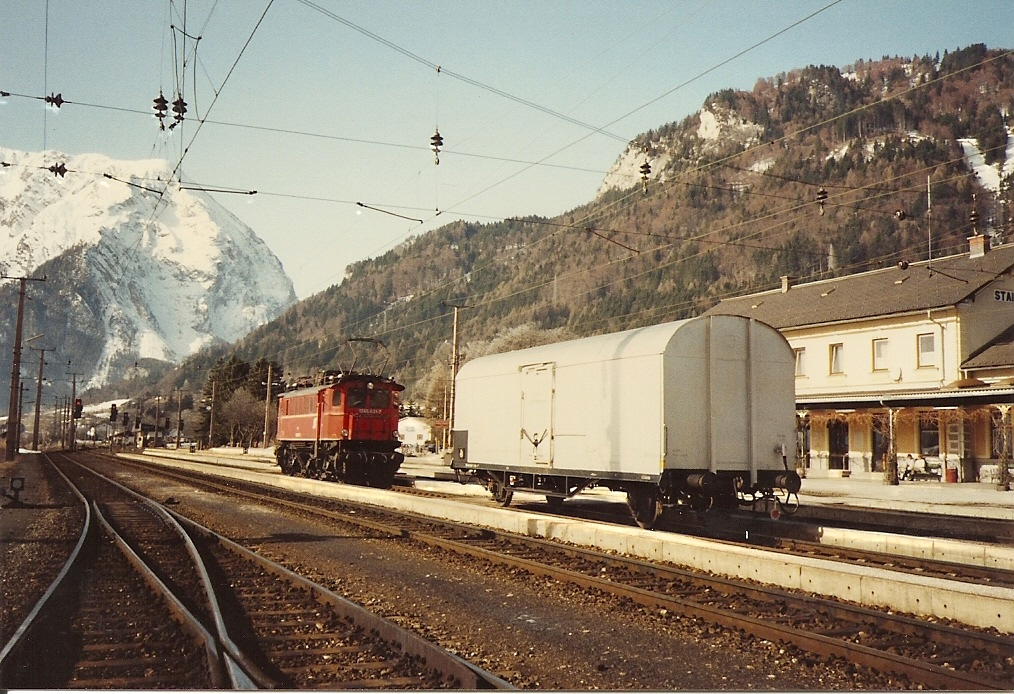
Wagon isotherme autrichien.

Les wagons de type UIC-I forme un ensemble de wagons ferroviaires adaptés au transports de denrées périssables devant être protégées de la chaleur. Ce type UIC regroupe trois types de wagons différents :
1. les wagons isothermes, qui protègent les marchandises de la température extérieure en réduisant les échanges thermiques;
2. les wagons réfrigérants (ou wagon-glacière), qui génèrent le froid au moyen de blocs de glace et d'un dispositif de ventilation commandée soit par des turbines éoliennes situées sur le toit du wagon soit électriquement grâce à une génératrice entrainée par un essieu du wagon.
3. les wagons frigorifiques, qui disposent de systèmes réfrigérants actifs et fonctionnent à la manière d'un réfrigérateur.